# Карташов, Степан Семёнович
Степан Семёнович Карташов (28 марта [10 апреля] 1912, Донецкий округ, область Войска Донского — 6 октября 1980 или 6 октября 1981, Симферополь) — советский скульптор. Член Союза художников Украины (1953).

## Биография
Родился 10 апреля 1912 года в с. Бровкино Казанской волости Донецкого округа области Войска Донского (ныне Ростовская область).
В 1935—1937 годах учился в скульптурной студии симферопольского Дома культуры (по другим данным, в Художественной студии Н. С. Самокиша). Преподаватели по специальности — Марков, Абиев, Медведовский и Болдырев. С 1938 по 1948 год работал в товариществе «Крымхудожник», с 1949 — в производственных мастерских Художественного фонда УССР. Участвовал в Великой Отечественной войне, награждён медалями.
Умер 6 октября 1980 (или 1981) года в Симферополе.

## Творчество
Участвовал в выставках с 1938 года. Создавал монументальные и станковые скульптуры в стиле соцреализма:

### Произведения
Композиции
- «Татарка у фонтана» (цемент, 1938—1939)
- «Крымские партизаны» (гипс, 1940)
- «Непокорённые» (гипс, 1946, Севастопольский художественный музей)
- «И. П. Павлов открывает Международный конгресс физиологов» (гипс, 1953, Рязанский областной художественный музей)
- «1920 г. Перекоп» (гипс тонированный, 1967)
- «Учиться, учиться и учиться» (гипс тон., 1969)
- Голова Черномора и витязи в «Уголке сказок» симферопольского Детского парка (1958)[4]

Портреты
- Герой Советского Союза Г. А. Рогачевский (инкерманский камень, 1948, Симферопольский художественный музей)
- В. И. Ленин (гипс, 1948, варианты 1960 и 1963—1965)
- «Партизаны Великой Отечественной войны» (гипс, 1950)
- Т. Г. Шевченко (гипс. тон., 1951, варианты 1961 и 1964)
- Л. Н. Толстой (гипс, 1953, варианты 1962 и 1963)
- «Школьница» (гипс тон., 1955)
- М. В. Фрунзе (фигура — гипс тон., 1957, Симферопольский ХМ)
- К. Э. Циолковский (гипс тон., 1961)
- заслуженный деятель искусств РСФСР М. П. Сокольников (гипс тон., 1972)
- Ф. Э. Дзержинский (гипс тон., 1977)

Памятники
- В. И. Ленину (1966, с. Гвардейское)
- советским воинам и односельчанам, погибшим на фронтах Великой Отечественной войны (1956, Армянск[5]; 1969, с. Зелёная Нива; 1972, с. Клепинино; 1974, с. Мазанка[6]; 1984, с. Вишнёвка[7])
- участникам Евпаторийского десанта (1970, с. Колоски)[8]
- воинам-освободителям (1974, Симферополь, ул. Севастопольская / ул. Данилова)[9]